# Epiactis vincentina
Epiactis vincentina är en havsanemonart som beskrevs av Oscar Henrik Carlgren 1939. Epiactis vincentina ingår i släktet Epiactis och familjen Actiniidae. Inga underarter finns listade i Catalogue of Life.